# Bertil Adèll
Bertil Einar Adèll, född den 11 mars 1914 i Jönköping, död den 24 juli 1983 i Motala församling, Östergötlands län, var en svensk jurist. Han var son till Einar Adéll.

## Biografi
Adèll avlade studentexamen i Jönköping 1932, reservofficersexamen 1934 och juris kandidatexamen vid Lunds universitet 1937. Han genomförde tingstjänstgöring i Tveta, Vista och Mo domsaga 1937–1941 och började tjänstgöra i Göta hovrätt 1941. Adèll blev fiskal där 1942, assessor 1949 och tingsdomare i Tveta, Vista och Mo domsaga 1952. Han var tillförordnad revisionssekreterare 1953–1954. Adèll blev häradshövding i Jämtlands norra domsaga 1958, i Aska, Dals och Bobergs domsaga 1968, och lagman i Motala tingsrätt 1971. Han blev kapten i Norra Smålands regementes reserv 1945. Adèll publicerade artiklar i Svensk juristtidning och Juristnytt. Han blev riddare av Nordstjärneorden 1955 och kommendör av samma orden 1970. Adèll vilar på Motala griftegård.